# Izvor (distrikt i Bulgarien, Vidin)
Izvor (bulgariska: Извор) är ett distrikt i Bulgarien.   Det ligger i kommunen Obsjtina Dimovo och regionen Vidin, i den nordvästra delen av landet, 120 km norr om huvudstaden Sofia.
Trakten runt Izvor består till största delen av jordbruksmark. Runt Izvor är det ganska glesbefolkat, med 21 invånare per kvadratkilometer.